# Escobaria albicolumnaria

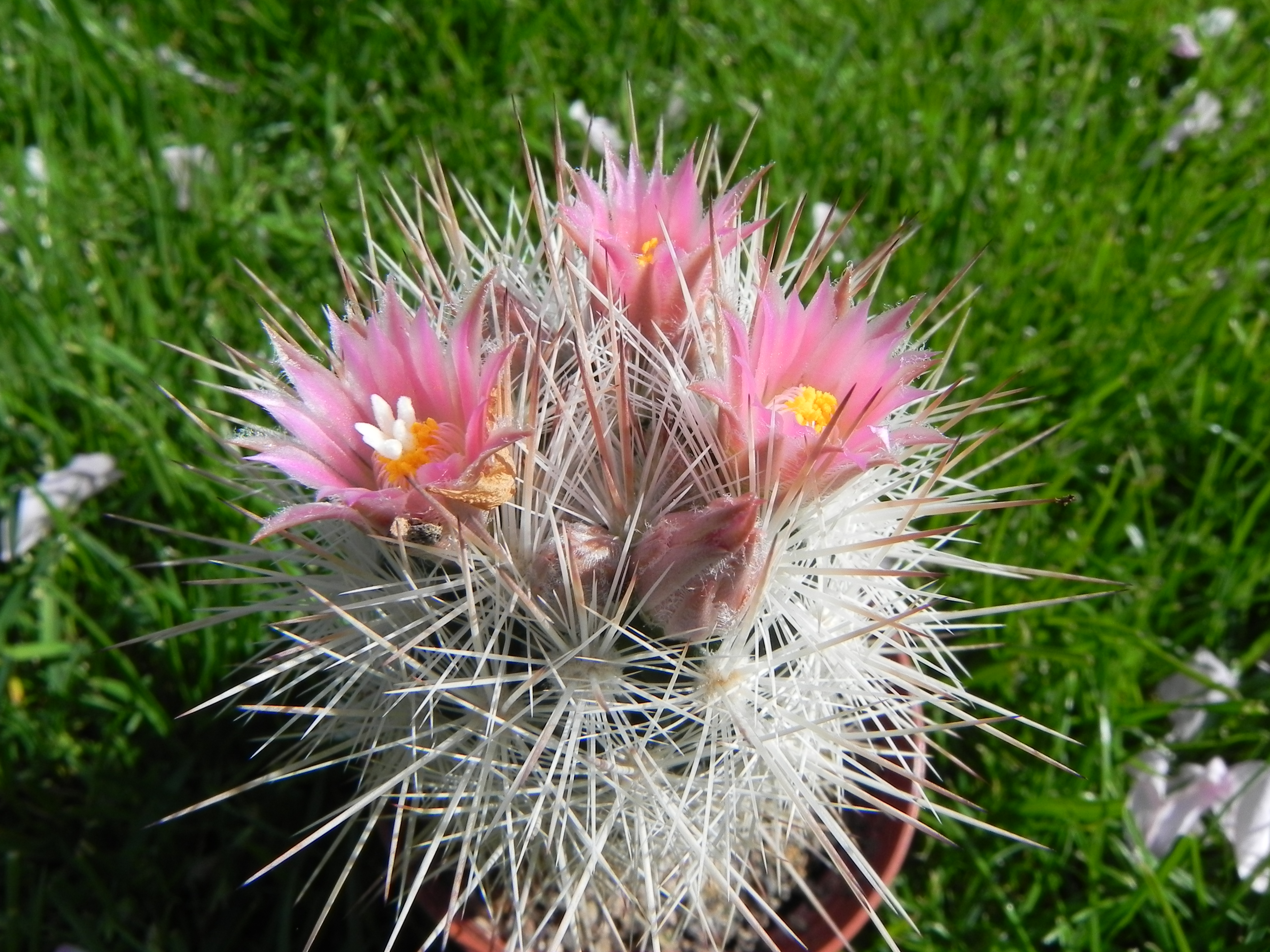
Escobaria albicolumnaria SB990

Escobaria albicolumnaria ist eine Pflanzenart in der Gattung Escobaria aus der Familie der Kakteengewächse (Cactaceae). Das Artepitheton albicolumnaria leitet sich von den lateinischen Worten albus für ‚weiß‘ sowie columnarius für ‚Säulen habend‘ ab und verweist auf die kurz zylindrischen und weißbedornten Triebe der Art. Englische Trivialnamen sind „Silver-Lace Cob Cactus“ und „White Column“.

## Beschreibung
Escobaria albicolumnaria wächst einzeln oder verzweigt manchmal. Die kurz länglichen bis zylindrischen Triebe erreichen bei Durchmessern von 4 bis 6,5 Zentimetern Wuchshöhen von bis zu 25 Zentimeter. Die 4 bis 8 Millimeter langen Warzen sind steif und auf ihrer ganzen Länge gefurcht. Die elf bis 15 weißen Mitteldornen weisen Längen von 1,2 bis 1,8 Zentimeter auf. Zwei bis vier von ihnen sind etwas länger als die übrigen. Die 25 bis 30 weißen ausgebreiteten Randdornen sind 4 bis 10 Millimeter lang. Einige von ihnen sind borstenartig.
Die rosafarbenen Blüten sind bis zu 2 Zentimeter lang und erreichen Durchmesser von 1,5 bis 1,8 Zentimeter. Die länglichen Früchte sind gelblich grün bis rosafarben, 1 bis 1,7 Zentimeter lang und weisen Durchmesser von 5 bis 7 Millimeter auf. Manchmal tragen die Früchte ein oder zwei kleine Schuppen.

## Systematik und Verbreitung
Escobaria albicolumnaria ist in den Vereinigten Staaten nur im Bundesstaat Texas im Brewster County verbreitet. 
Die Erstbeschreibung durch John Pinckney Hester wurde 1941 veröffentlicht. Nomenklatorische Synonyme sind Coryphantha albicolumnaria (Hester) Zimmerman (1972), Escobaria sneedii subsp. albicolumnaria (Hester) Lüthy (1999) und Coryphantha sneedii var. albicolumnaria (Hester) A.D.Zimmerman (2004).

## Nachweise